# Aleksandr Xapsalïs
Aleksandr Antonovïç Xapsalïs (in kazako Александр Антонович Хапсалис?; in russo Александр Антонович Хапсалис?, Aleksandr Antonovič Chapsalis; Talğar, 17 ottobre 1957) è un ex calciatore sovietico dal 1991 kazako, di ruolo centrocampista.

## Carriera

### Club
Durante la sua carriera ha giocato con varie squadre di club, tra cui anche la Dinamo Kiev.

### Nazionale
Conta 2 presenze con la nazionale sovietica.

## Statistiche

### Cronologia presenze e reti in nazionale
| Cronologia completa delle presenze e delle reti in nazionale ― Unione Sovietica | Cronologia completa delle presenze e delle reti in nazionale ― Unione Sovietica | Cronologia completa delle presenze e delle reti in nazionale ― Unione Sovietica | Cronologia completa delle presenze e delle reti in nazionale ― Unione Sovietica | Cronologia completa delle presenze e delle reti in nazionale ― Unione Sovietica | Cronologia completa delle presenze e delle reti in nazionale ― Unione Sovietica | Cronologia completa delle presenze e delle reti in nazionale ― Unione Sovietica | Cronologia completa delle presenze e delle reti in nazionale ― Unione Sovietica |
| Data                                                                            | Città                                                                           | In casa                                                                         | Risultato                                                                       | Ospiti                                                                          | Competizione                                                                    | Reti                                                                            | Note                                                                            |
| ------------------------------------------------------------------------------- | ------------------------------------------------------------------------------- | ------------------------------------------------------------------------------- | ------------------------------------------------------------------------------- | ------------------------------------------------------------------------------- | ------------------------------------------------------------------------------- | ------------------------------------------------------------------------------- | ------------------------------------------------------------------------------- |
| 04/07/1979                                                                      | Helsinki                                                                        | Finlandia                                                                       | 1 – 1                                                                           | Unione Sovietica                                                                | Qual. Euro 1980                                                                 | 1                                                                               |                                                                                 |
| 14/10/1979                                                                      | Mosca                                                                           | Unione Sovietica                                                                | 3 – 1                                                                           | Romania                                                                         | Amichevole                                                                      | -                                                                               |                                                                                 |
| Totale                                                                          |                                                                                 | Presenze                                                                        | 2                                                                               |                                                                                 | Reti                                                                            | 1                                                                               |                                                                                 |